# Церковь Святого Лаврентия (Гилдхолл, Лондон)
Церковь Святого Лаврентия в Евреях у Гилдхолла (Сент-Лоренс; англ. St Lawrence Jewry next Guildhall) — бывшая англиканская приходская церковь вблизи того места, где в Средние века находилось еврейское гетто, в квартале Гилдхолл (Сити) города Лондона (Великобритания); была основана в XII веке; нынешнее здание было построено в между 1670 и 1687 годами по проекту Кристофера Рена. Не имеет своего прихода — является церковью гильдии.

## История и описание

### Средневековое здание
Католическая церковь у Гилдхолла была построена в XII веке и посвящена святому Лаврентию Римскому. В конце XX века, в 1988 году, расположение церкви связали с древнеримским амфитеатром, располагавшимся в Лондоне и недавно раскопанном. Приходская церковь находилась недалеко от бывшего средневекового еврейского гетто, что дало название храму «St Lawrence Jewry». С 1280 года храм находился под патронажем Баллиол-колледжа в Оксфорде. Писатель Томас Мор проповедовал в старом здании церкви.

### Современное здание
В 1618 году средневековую церковь отремонтировали на средства частных жертвователей — все окна были заполнены витражами. Здание было разрушено во время Великого лондонского пожара в 1666 году. Оно было восстановлено по проекту архитектора Кристофера Рена в период между 1670 и 1687 годами; новое здание имеет 81 фут в длину и 68 футов в ширину. Затем приход Святого Лаврентия был объединен с приходом церкви Святой Марии Магдалины на улице Милк-стрит (St Mary Magdalen, Milk Street), поскольку данная церковь не была восстановлена после пожара.

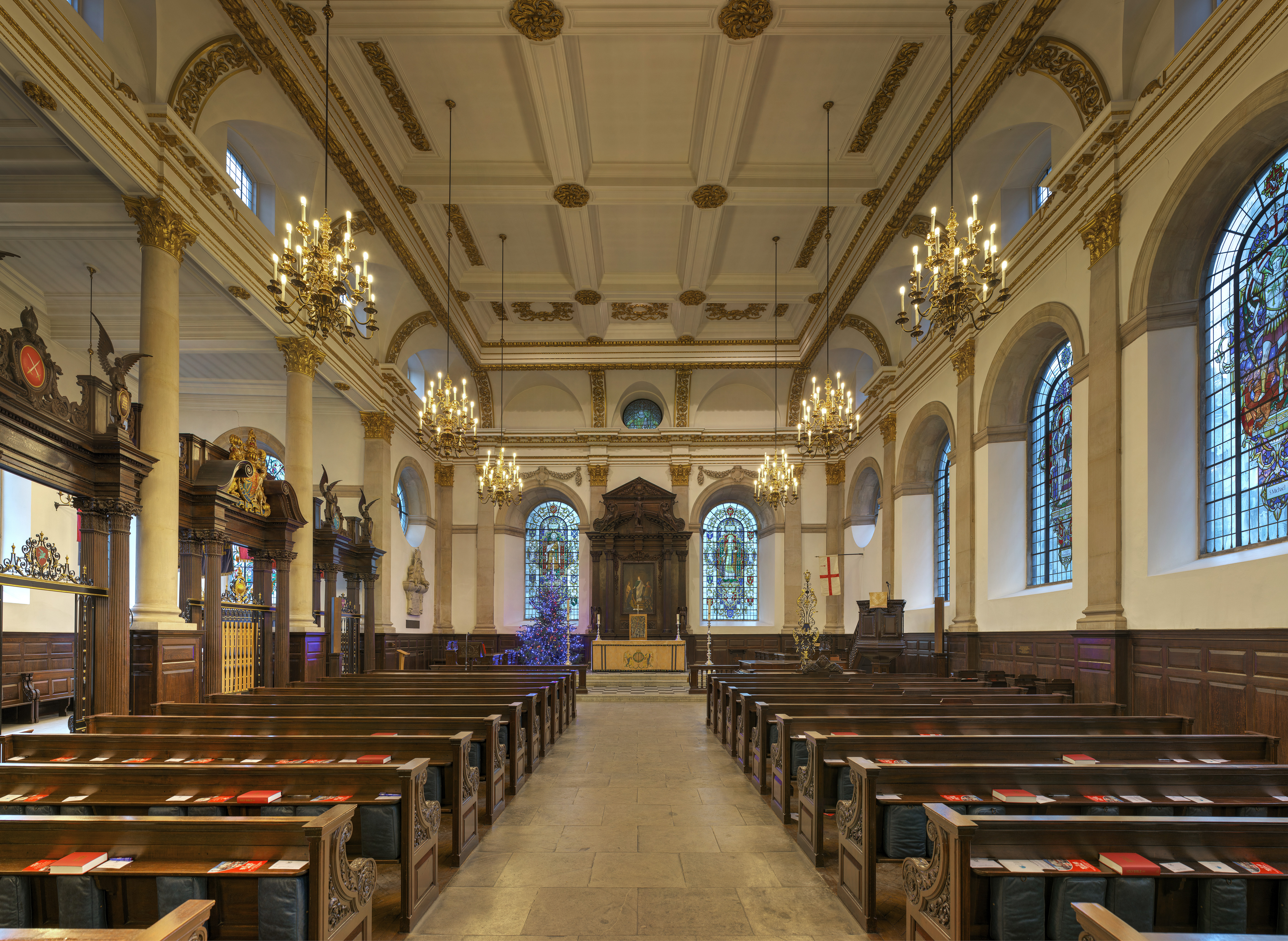
Интерьер церкви Святого Лаврентия (2013)

Церковь Святого Лаврентия у Гилдхолла сильно пострадала во время Второй мировой войны, в ходе бомбардировок «Блица»: здание было практически разрушено 29 декабря 1940 года. После войны администрация Лондонского Сити согласилась восстановить её на свои деньги, поскольку у администрации Баллиол-колледжа не нашлось средств для воссоздания храма. Здание было восстановлено в 1957 году по оригинальному проекту Рена при участии архитектора Сесила Брауна (Cecil Brown, 1902—1983). В тех пор это больше не приходская церковь, а церковь гильдии, переданная городу.
4 января 1950 года церковное здание было внесено в список памятников архитектуры первой степени (Grade I). Церковь является местом захоронения архиепископа Кентерберийского Джона Тиллотсона, занимавшего данный пост с 1691 по 1694 год, и купца Джеффри Болейна (1406—1463). Церковь также используется Новозеландским обществом Великобритании (New Zealand Society UK), которое ежегодно в феврале отмечает здесь День Вайтанги (Waitangi Day). Президент Королевского колледжа органистов Кэтрин Эннис (Catherine Ennis, 1955—2020) являлась органисткой храма Святого Лаврентия до своей смерти 24 декабря 2020 года. Флюгер нынешней церкви выполнен в форме «орудия мученичества» Святого Лаврентия — железной решётки.

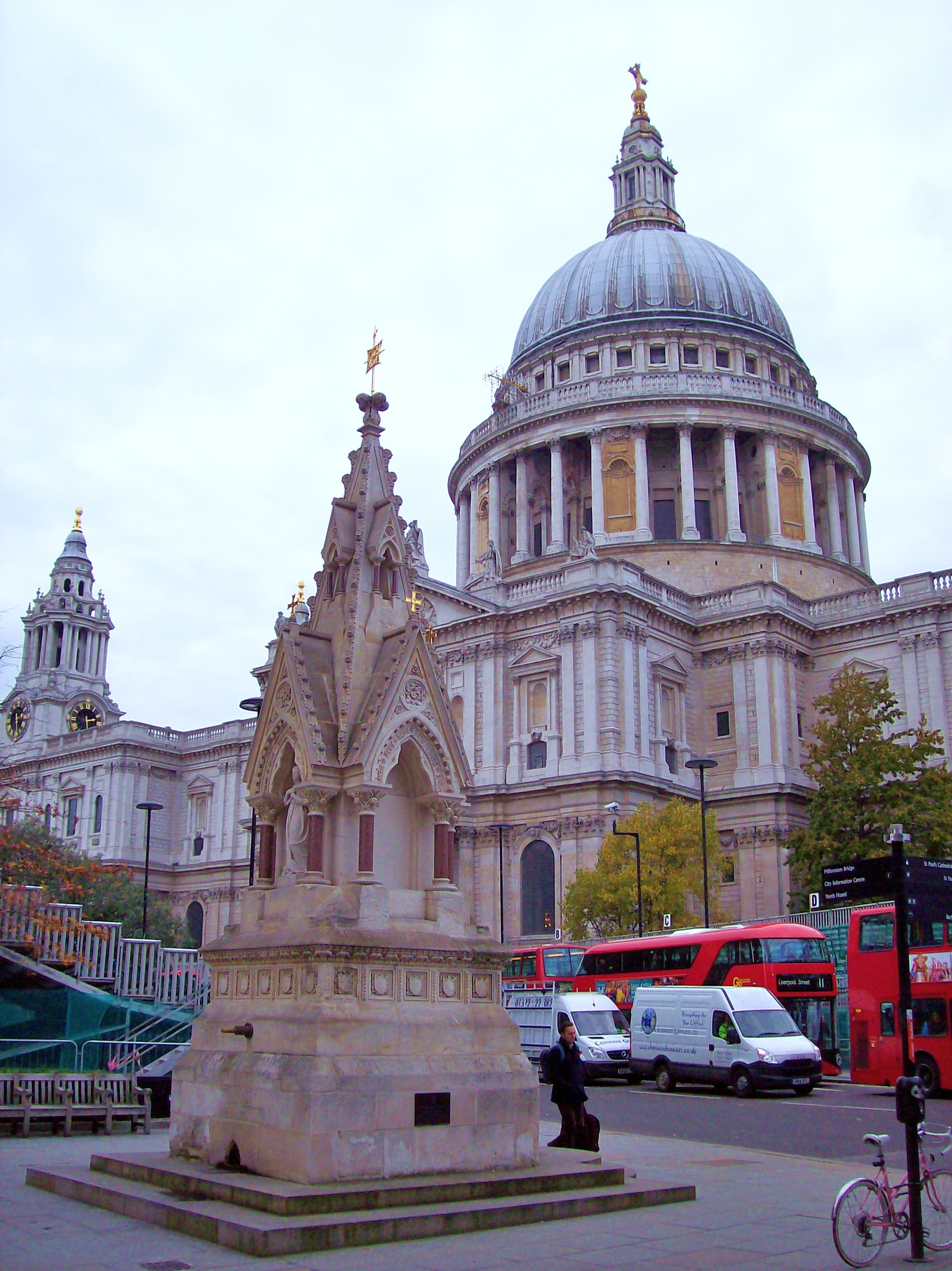
Фонтан Святого Лаврентия и Марии Магдалины (2014)

### Фонтан
Питьевой фонтанчик Святого Лаврентия и Марии Магдалины был спроектирован архитектором Джоном Робинсоном. Бронзовая скульптура Святого Лаврентия и Марии Магдалины была создана художником Джозефом Даремом. Первоначально, в 1866 году, фонтан был установлен возле церкви Святого Лаврентия, но в 1970-х годах его разобрали на 150 частей и поместили в городское хранилище. Здесь он пробыл пятнадцать лет, пока детали не были отправлены на литейный завод в Чичестере для повторной сборки, в 2009 году. Фонтан был перенесен на новое место в 2010 году: сегодня он расположен на восточной стороне сада Картер-Лейн (Carter Lane Gardens) возле собора Святого Павла.